# 小林キュウテン
小林 キュウテン（こばやし きゅうてん）は、日本のジムカーナレーシングドライバー、地方公務員（静岡市職員）。静岡県静岡市葵区出身。工学院大学出身で一級建築士の資格を持つ。

## プロフィール
- 身長：171cm[2]
- 体重：60kg[2]
- 血液型：Rh+AB型[2]
- 趣味：スキー・スイーツ作り
- 愛車：三菱・eKスポーツ、ホンダ・ヴェゼル、スバル・BRZ
- 好きな食べ物：カスタード、パイ、デニッシュ、ハード系のパン、チョコバット
- 好きな言葉：「愛、そして信頼」
- 好きな色：ピンク
- 今後の目標：筋力アップ

## 略歴
7歳上の姉が自動車教習をする為に父親と広場に行き練習している時に、教習所に通う姉より上手く運転してみせたのが自動車運転の初体験。この時小学5年生。本人は「英才教育」であると語る。
1988年にジムカーナ静岡県シリーズに参戦開始。1990年・1991年にはシリーズ2位の成績を収める。
当時は学生の時にアルバイトで資金を貯めて購入したMR2（AW11）でジムカーナに参戦していたが、ライバル達が新型のMR2（SW20）に乗り換える中、思い出の多いマシンを手放す事ができず、1993年には全日本ジムカーナ選手権参戦に伴いナンバー付き車両をナンバー取得が義務でないCIIクラスマシンに改良。その後も2001年まで14年間同じAW11に乗り続けた。
2001年のJAFCUPでは、そのAW11を予選で大破させ、決勝はレンタルマシン（スカイラインGT-R（BNR32）で出場したが、全日本格のレースで初優勝を遂げる。その快挙が知名度を上げフォーミュラカーマシン（Dクラス）に乗る事になった。
2002年にBRIDEチームからK-one Racingに移籍し、フォーミュラ・スズキ隼に乗り、連勝中のスズキスポーツ隼（ワークス）に対抗意識を燃やし「打倒ワークス」を掲げ戦った。翌2004年のスズキスポーツ隼との勝敗は3勝5敗。2005年からはワークスが撤退したことにより、同年から2009年にかけて5年連続全日本Dクラスチャンピオンになっている。なお、カートを経験していない本格派のフォーミュラカードライバーは珍しい存在であった。
2013年までDクラスで戦い、2014年・2015年は86（ZN6）で全日本SCクラスに参戦。
2016年からはマツダ・ロードスターで全日本PN1クラス（2021年・2022年はJG8クラス）に参戦。2021年・2022年は年間シリーズ3位の成績を収めている。

## エピソード
- 「小林キュウテン」は小学校からのニックネームで、本名は小林久展（ひさのぶ）という。座右の銘の「永久発展」は名前が所以[4]。

- 1995年、広島県のスポーツランドTAMADAで開催された全日本ジムカーナを盲腸を患いながら参加し、ゴール後パルクフェルメで鼻血が止まらなくなり、病院へ緊急搬送。それ以来、中国地区のアナウンサーには「鼻血ブー」の愛称をつけられている。

## 戦歴
- 1990年　MR2（AW11） 静岡県シリーズ2位[2]
- 1991年　MR2（AW11） 静岡県シリーズ2位[2]
- 1993年　MR2（AW11）　CIIIクラス - 全日本8位[2]、JAFCUP16位
- 1994年　MR2（AW11）　CIIIクラス - 全日本3位[2]、JAFCUP2位
- 1995年　MR2（AW11）　CIIIクラス -全日本3位[2]、JAFCUP12位
- 1996年　MR2（AW11）　CIIクラス - 全日本7位[2]、JAFCUP4位
- 1997年　MR2（AW11）　CIIクラス - JAFCUP10位
- 1998年　MR2（AW11）　CIIクラス - JAFCUP11位
- 1999年　MR2（AW11）　CIIクラス - JAFCUP8位
- 2000年　MR2（AW11）　CIIクラス - JAFCUP2位
- 2001年　スカイラインGT-R（BNR32）　CIIクラス - JAFCUPチャンピオン[2]
- 2002年　フォーミュラ隼　Dクラス - 全日本4位[2]、JAFCUP3位
- 2003年　フォーミュラ隼　Dクラス - 全日本2位[2]
- 2004年　フォーミュラ隼　Dクラス - 全日本2位[2]、JAFCUPチャンピオン
- 2005年　フォーミュラ隼　Dクラス - チャンピオン[2]、JAFCUPチャンピオン
- 2006年　フォーミュラ隼　Dクラス - チャンピオン[2]、JAFCUP3位
- 2007年　フォーミュラ隼　Dクラス - チャンピオン[2]、JAFCUPチャンピオン
- 2008年　フォーミュラ隼　Dクラス - チャンピオン[2]、JAFCUPチャンピオン
- 2009年　フォーミュラ隼　Dクラス - チャンピオン[2]、JAFCUP9位
- 2010年　フォーミュラ隼　Dクラス - 全日本3位、JAFCUPチャンピオン
- 2011年　フォーミュラ隼　Dクラス - チャンピオン、JAFCUPチャンピオン
- 2012年　フォーミュラ隼　Dクラス - チャンピオン、JAFCUPチャンピオン
- 2013年　フォーミュラ隼　Dクラス - 1戦のみ参加、JAFCUPチャンピオン
- 2014年　86（ZN6）　SCクラス
- 2015年　86（ZN6）　SCクラス - 全日本12位
- 2016年　ロードスター（ND5RC）　PN1クラス - 途中参加
- 2017年　ロードスター（ND5RC）　PN1クラス - 全日本4位
- 2018年　ロードスター（ND5RC）　PN1クラス - 全日本4位
- 2019年　ロードスター（ND5RC）　PN1クラス - 全日本6位
- 2020年　ロードスター（ND5RC）　PN1クラス - 2戦のみ参加
- 2021年　ロードスター（ND5RC）　JG8クラス - 全日本3位、JAFCUP２位
- 2022年　ロードスター（ND5RC）　JG8クラス - 全日本3位